# Космос-862
Космос-862 — советский разведывательный спутник раннего предупреждения о пуске баллистических ракет с континентальной части США запущенный 22 октября 1976 с космодрома «Плесецк» в рамках программы «Око». Был взорван на орбите.

## Запуск
Запуск «Космоса-862» состоялся в 9:12 по Гринвичу 22 октября 1976 года. Для вывода спутника на орбиту использовалась ракета-носитель «Молния-М». Старт был осуществлён с площадки космодрома «Плесецк». После успешного вывода на орбиту спутник получил обозначение «Космос-862», международное обозначение 1976-105A и номер по каталогу спутников 9495.
«Космос-862» эксплуатировался на высокой эллиптической околоземной орбите. По состоянию на 22 октября 1976 года он имел перигей 612 километров, апогей 39760 километров и наклон 62,9° с периодом обращения 718,21 минут.

## Инцидент
В связи с невозможностью нормальной эксплуатации космического аппарата 15 марта 1977 года в 12:56 по Гринвичу на околоземной орбите на высоте 5375 километров над поверхностью Земли спутнику «Космос‑862» была отдана команда на самоуничтожение. В результате взрыва в космосе образовалось облако обломков, всего было каталогизировано 11 фрагментов.

## Космический аппарат
«Космос-862» принадлежал к серии спутников УС-К, которая была разработана НПО Лавочкина по программе «Око» для идентификации пусков ракет с континентальной части США с помощью оптических телескопов и инфракрасных датчиков.